# Cotinga de pit porpra
La cotinga de pit porpra (Cotinga cotinga) és un ocell de la família dels cotíngids (Cotingidae).

## Hàbitat i distribució
Habita la selva pluvial, a les terres baixes del sud de Veneçuela, Guaiana i Amazònia, centre del Brasil.